# Saison 2020-2021 du Stade rochelais
Cette page présente la saison 2020-2021 du Stade rochelais en Top 14 et en Champions Cup.

## Entraîneurs
- Jono Gibbes : directeur sportif
- Ronan O'Gara : entraîneur principal
- Grégory Patat : entraîneur des avants
- Davit Zirakashvili : mêlée

## La saison
Le club se sépare de plus de 13 joueurs, dont certains emblématiques .

## Effectif
| Nom                | Poste            | Naissance          | Nationalité sportive | International | Dernier club     | Arrivée au club (année) |
| ------------------ | ---------------- | ------------------ | -------------------- | ------------- | ---------------- | ----------------------- |
| Léo Aouf           | Pilier           | 25 février 1997    | France               | -             | Formé au club    | 2015                    |
| Uini Atonio        | Pilier           | 26 mars 1990       | France               |               | Counties Manukau | 2011                    |
| Ramiro Herrera     | Pilier           | 14 février 1989    | Argentine            |               | Stade français   | 2019                    |
| Arthur Joly        | Pilier           | 20 février 1988    | France               | -             | SU Agen          | 2018                    |
| Dany Priso         | Pilier           | 2 janvier 1994     | France               |               | Stade français   | 2016                    |
| Reda Wardi         | Pilier           | 2 août 1995        | France               |               | AS Béziers       | 2019                    |
| Sacha Idoumi       | Talonneur        | 19 octobre 2002    | France               |               | ABCD XV          | 2020                    |
| Facundo Bosch      | Talonneur        | 8 août 1991        | Argentine            |               | SU Agen          | 2019                    |
| Pierre Bourgarit   | Talonneur        | 12 septembre 1997  | France               |               | FC Auch          | 2017                    |
| Samuel Lagrange    | Talonneur        | 23 janvier 1997    | France               |               | Formé au club    | 2020                    |
| Brendan Lebrun     | Talonneur        | 22 janvier 1998    | France               |               | Formé au club    | 2020                    |
| Thomas Lavault     | Deuxième ligne   | 3 mai 1999         | France               | -             | Formé au club    | 2020                    |
| Rémi Leroux        | Deuxième ligne   | 4 août 1998        | France               | -             | Formé au club    | 2018                    |
| Romain Sazy        | Deuxième ligne   | 18 octobre 1986    | France               | -             | US Montauban     | 2010                    |
| Will Skelton       | Deuxième ligne   | 3 mai 1992         | Australie            |               | Saracens         | 2020                    |
| Mathieu Tanguy     | Deuxième ligne   | 5 mai 1996         | France               | -             | Formé au club    | 2012                    |
| Lopeti Timani      | Deuxième ligne   | 17 août 1991       | Australie            |               | Melbourne Rebels | 2018                    |
| Grégory Alldritt   | Troisième ligne  | 23 mars 1997       | France               |               | FC Auch          | 2017                    |
| Paul Boudehent     | Troisième ligne  | 21 novembre 1999   | France               | -             | Formé au club    | 2018                    |
| Rémi Bourdeau      | Troisième ligne  | 27 février 1992    | France               | -             | AS Béziers       | 2018                    |
| Matthias Haddad    | Troisième ligne  | 10 mars 2001       | France               | -             | Formé au club    | 2020                    |
| Kevin Gourdon      | Troisième ligne  | 23 janvier 1990    | France               |               | ASM Clermont     | 2012                    |
| Zeno Kieft         | Troisième ligne  | 2 février 1991     | Pays-Bas             |               | Formé au club    | 2010                    |
| Wiaan Liebenberg   | Troisième ligne  | 31 août 1992       | Afrique du Sud       |               | Montpellier HR   | 2018                    |
| Victor Vito        | Troisième ligne  | 27 mars 1987       | Nouvelle-Zélande     |               | Hurricanes       | 2016                    |
| Thomas Berjon      | Demi de mêlée    | 12 avril 1998      | France               | -             | Formé au club    | 2018                    |
| Arthur Retière     | Demi de mêlée    | 1er septembre 1997 | France               | -             | Racing 92        | 2016                    |
| Tawera Kerr-Barlow | Demi de mêlée    | 15 août 1990       | Nouvelle-Zélande     |               | Chiefs           | 2017                    |
| Jules Le Bail      | Demi de mêlée    | 9 février 1992     | France               |               | RC Vannes        | 2020                    |
| Jules Plisson      | Demi d'ouverture | 20 août 1991       | France               |               | Stade français   | 2019                    |
| Ihaia West         | Demi d'ouverture | 16 janvier 1992    | Nouvelle-Zélande     | -             | ASM Clermont     | 2018                    |
| Pierre Aguillon    | Centre           | 27 mars 1987       | France               | -             | US Oyonnax       | 2015                    |
| Levani Botia       | Centre           | 14 mars 1989       | Fidji                |               | Nadroga          | 2014                    |
| Geoffrey Doumayrou | Centre           | 16 septembre 1989  | France               |               | Stade français   | 2017                    |
| Jules Favre        | Centre           | 22 mars 1999       | France               | -             | Formé au club    | 2018                    |
| Pierre Boudehent   | Ailier           | 6 février 1998     | France               | à 7           | RC Vannes        | 2020                    |
| Gabriel Lacroix    | Ailier           | 19 octobre 1993    | France               |               | SC Albi          | 2015                    |
| Raymond Rhule      | Ailier           | 6 novembre 1992    | Afrique du Sud       |               | FC Grenoble      | 2020                    |
| Jérémy Sinzelle    | Ailier           | 2 juillet 1990     | France               | -             | Stade français   | 2017                    |
| Brice Dulin        | Arrière          | 13 avril 1990      | France               |               | Racing 92        | 2020                    |
| Dillyn Leyds       | Arrière          | 12 septembre 1992  | Afrique du Sud       |               | Stormers         | 2020                    |

## Calendrier et résultats

### Top 14
| - Stade rochelais - RC Toulon : 29 - 15 - Stade toulousain - Stade rochelais : 39 - 23 - Aviron bayonnais - Stade rochelais : 19 - 36 - Stade rochelais - Castres olympique : 62 - 3 - Stade rochelais - Union Bordeaux Bègles : 20 - 6 - Section paloise - Stade rochelais : 24 - 35 - Stade rochelais - ASM Clermont : 19 - 10 - Stade français - Stade rochelais : 35 - 19 - Stade rochelais - Racing 92 : 9 - 6 - Stade rochelais - CA Brive : 36 - 22 - Lyon OU - Stade rochelais : 22 - 18 - Stade rochelais - Montpellier HR : 22 - 9 - SU Agen - Stade rochelais : 13 - 43 | - RC Toulon - Stade rochelais : 11 - 29 - Stade rochelais - Stade toulousain : 11 - 14 - Stade rochelais - Aviron bayonnais : 40 - 3 - Castres olympique - Stade rochelais : 22 - 15 - Union Bordeaux Bègles - Stade rochelais : 11 - 26 - Stade rochelais - Section paloise : 51 - 27 - ASM Clermont - Stade rochelais : 25 - 20 - Stade rochelais - Stade français : 16 - 11 - Racing 92 - Stade rochelais : 26 - 22 - CA Brive - Stade rochelais : 24 - 12 - Stade rochelais - Lyon OU : 38 - 23 - Montpellier HR - Stade rochelais : 32 - 22 - Stade rochelais - SU Agen : 59 - 0 |

#### Demi-finales
Les demi-finales du championnat ont lieu le weekend du 19 juin 2021 au stade Pierre-Mauroy, à Lille. La ville hôte a été désignée le 24 octobre 2020 par le comité directeur de la LNR, la métropole de Bordeaux s'étant également portée candidate.
| Demi-finale Vendredi 18 juin 2021 21 h | Stade rochelais                                                                                       | 19 - 6 (16 - 6) | Racing 92                           | Stade Pierre-Mauroy, Lille Arbitre : Mathieu Raynal |
| Demi-finale Vendredi 18 juin 2021 21 h | Essai(s) : 1 Retière (29e) Transformation(s) : 1 West (29e) Pénalité(s) : 4 West (12e, 21e, 27e, 53e) |                 | Pénalité(s) : 2 Machenaud (8e, 14e) | Stade Pierre-Mauroy, Lille Arbitre : Mathieu Raynal |
| Demi-finale Vendredi 18 juin 2021 21 h | |                 |                                     | Stade Pierre-Mauroy, Lille Arbitre : Mathieu Raynal |

#### Finale
La finale du championnat a lieu le vendredi 25 juin 2021 au Stade de France, à Saint-Denis.
| Finale Vendredi 25 juin 2021 21 h | Stade toulousain                                                          | 18 - 8 (12 - 0) | Stade rochelais                                 | Stade de France, Saint-Denis Arbitre : Mathieu Raynal |
| Finale Vendredi 25 juin 2021 21 h | Pénalité(s) : Ramos (3e, 34e, 64e, 73e) Drop(s) : Ramos (9e), Kolbe (40e) |                 | Essai(s) : Priso (77e) Pénalité(s) : West (43e) | Stade de France, Saint-Denis Arbitre : Mathieu Raynal |
| Finale Vendredi 25 juin 2021 21 h |                                                                           |                 |                                                 | Stade de France, Saint-Denis Arbitre : Mathieu Raynal |

### Champions Cup
Dans la coupe d'Europe, le Stade rochelais fait partie de la poule A et est opposée aux Anglais du Bath Rugby et aux Écossais du Édimbourg Rugby.
| - Édimbourg Rugby - Stade rochelais : 8 - 13 - Stade rochelais - Bath Rugby : 28 - 0 | - Bath Rugby - Stade rochelais : reporté - Stade rochelais - Édimbourg Rugby : reporté |

Avec 2 victoires, le Stade rochelais termine 4e de la poule A et est qualifié pour les huitièmes de finale.
Phases finales
- Huitièmes de finale :  Gloucester Rugby -  Stade rochelais : 16 - 27
- Quart de finale :  Stade rochelais -  Sale Sharks :  45 - 21
- Demi finale :  Stade rochelais -  Leinster :  32 - 23
- Finale :  Stade rochelais -  Stade toulousain :  17 - 22

| Finale 22 mai 2021 17 h 45 | Stade rochelais                                                                                            | 17 - 22 (12 - 9) | Stade toulousain | Stade de Twickenham, Londres 10 000 spectateurs Arbitre : Luke Pearce |
| Finale 22 mai 2021 17 h 45 | Essai(s) : 1 Kerr-Barlow (72e) Pénalité(s) : 4 West (7e, 26e, 32e, 40e) Carton(s) rouge(s) : 1 Botia (27e) | Rapport          | Essai(s) : 1 Mallía (59e) Transformation(s) : 1 Ntamack (60e) Pénalité(s) : 5 Ntamack (4e, 10e, 37e, 46e, 69e) Carton(s) jaune(s) : 1 Elstadt (31e) | Stade de Twickenham, Londres 10 000 spectateurs Arbitre : Luke Pearce |
| Finale 22 mai 2021 17 h 45 | | Rapport          | | Stade de Twickenham, Londres 10 000 spectateurs Arbitre : Luke Pearce |